# Клюкино
Клю́кино (рос. Клюкино, марій. Клюкино) — присілок у складі Оршанського району Марій Ел, Росія. Входить до складу Марковського сільського поселення.

## Населення
Населення — 33 особи (2010; 41 у 2002).
Національний склад (станом на 2002 рік):
- росіяни — 78 %